# Irina Leónova (arquera)
Irina Yúrievna Leónova (en kazajo: Ирина Юрьевна Леонова; Almá-Atá, URSS, 3 de febrero de 1961) es una deportista kazaja que compitió en tiro con arco, en la modalidad de arco recurvo.
Ganó una medalla de plata en el Campeonato Mundial de Tiro con Arco en Sala de 1997, en la prueba de equipo. Participó en los Juegos Olímpicos de Atlanta 1996, ocupando el octavo lugar en la misma prueba.

## Palmarés internacional
| Campeonato Mundial en Sala | Campeonato Mundial en Sala | Campeonato Mundial en Sala | Campeonato Mundial en Sala |
| Año                        | Lugar                      | Medalla                    | Prueba                     |
| -------------------------- | -------------------------- | -------------------------- | -------------------------- |
| 1997                       | Estambul (Turquía)         | Medalla de plata           | Equipo                     |